# Eretsha
Eretsha is een dorp in het district North-West in Botswana. De plaats telt 720 inwoners (2011).